# هاري مكشين
هاري مكشين (بالإنجليزية: Harry McShane)‏ (8 أبريل 1920 في المملكة المتحدة - 7 نوفمبر 2012 في المملكة المتحدة) هو لاعب كرة قدم بريطاني (وحمل سابقاً جنسية المملكة المتحدة لبريطانيا العظمى وأيرلندا) في مركزي الهجوم وجناح ‏. لعب مع أولدهام أثلتيك وبلاكبيرن روفرز وبورت فايل وبولتون واندررز ومانشستر سيتي ومانشستر يونايتد وهدرسفيلد تاون ونادي تشورلي ونادي تلفورد يونايتد وDroylsden F.C. ‏.

## وصلات خارجية
- هاري مكشين على موقع قاعدة بيانات كرة القدم.إي يو (الإنجليزية)